# Хусаинов, Хурмат Хамзеевич
Хурмат Хамзеевич Хусаинов (10 марта 1920 года — 10 марта  2002 года) — советский военнослужащий, участник Великой Отечественной войны, полный кавалер ордена Славы, командир орудия 435-го истребительно-противотанкового артиллерийского полка 8-й отдельной истребительно-противотанковой артиллерийской бригады 69-й армии 1-го Белорусского фронта, старшина.

## Биография
Хурмат Хамзеевич Хусаинов родился 10 марта 1920 года в деревне Ялчикаево Куюргазинского района БАССР в семье зажиточного крестьянина.
Башкир. Член ВКП(б)/КПСС с 1944. Окончил 7 классов школы. После раскулачивания семью выселили в город  Черниковск (ныне Орджоникидзевский и Калининский районы г. Уфы). Работал слесарем на моторном заводе.
В Красную Армию призван 23 октября 1940 года Сталинским райвоенкоматом города Уфы Башкирской АССР. Направлен в учебный батальон. По завершении учёбы, служил пулемётчиком. В боях Великой Отечественной войны с октября 1942 года.
Командиром отделения 53-го стрелкового полка 300-й стрелковой дивизии участвовал в боях под Сталинградом. В боях под г. Таганрогом был ранен. После излечения в госпитале и возвращения на фронт сражался за освобождение городов Донецка, Макеевки, Мелитополя. С боями прошёл Перекоп, форсировал Сиваш. В составе 1-го Белорусского фронта участвовал в освобождении польских городов Варшавы, Люблина и Познани. Штурмовал город Берлин.
В июне 1946 году старшина Хусаинов Х.X. был демобилизован. Вернулся в Башкирию, работал в родном колхозе. В 1948 году Хурмата Хамзеевича вынудили покинуть родную деревню. Обосновался в городе Гарме в Таджикистане, где работал военруком в школе.
С 1953 года жил в городе Самарканде. В течение 27-и лет, до ухода на заслуженный отдых, работал слесарем, бригадиром слесарей на Самаркандском авторемонтном заводе № 3. Присвоено звание "Заслуженный работник автотранспорта" Узбекской ССР.
Скончался 11 ноября 1995.

## Подвиг
Командир орудия 435-го истребительно-противотанкового артиллерийского полка (8-я отдельная истребительно-противотанковая артиллерийская бригада, 69-я армия, 1-й Белорусский фронт) старший сержант Хурмат Хусаинов 20 августа 1944 года при расширении плацдарма на левом берегу реки Висла в районе польского города Пулавы разбил вражескую противотанковую пушку и подавил огонь пулемёта, что способствовало успешному продвижению стрелковых подразделений. Указом Президиума Верховного Совета СССР от 22 сентября 1944 года за образцовое выполнение заданий командования в боях с немецко-фашистскими захватчиками старший сержант Хусаинов Хурмат Хамзеевич награждён орденом Славы 3-й степени.
14 января 1945 года у населённого пункта Лавецко-Нове, расположенного в десяти с половиной километрах юго-восточнее города Пулавы (Польша) старшина Хусаинов Х.X. уничтожил наблюдательный пункт (НП) и более десяти солдат противника. В боях на подступах к польскому городу Познань умелый артиллерист с открытых позиций подавил огонь миномёта, рассеял до взвода пехоты. Указом Президиума Верховного Совета СССР от 8 марта 1945 года за образцовое выполнение заданий командования в боях с немецко-фашистскими захватчиками старшина Хусаинов Хурмат Хамзеевич награждён орденом Славы 2-й степени.
В боях на западной окраине города Лебус (Германия) 17 апреля 1945 года старшина Хурмат Хусаинов орудийным огнём вывел из строя противотанковую пушку, два пулемёта и до десяти гитлеровских солдат. Указом Президиума Верховного Совета СССР от 15 мая 1946 года за образцовое выполнение заданий командования в боях с немецко-фашистскими захватчиками старшина Хусаинов Хурмат Хамзеевич награждён орденом Славы 1-й степени (№ 1746), став полным кавалером ордена Славы.

## Награды
Награждён орденами Отечественной войны 1-й степени, Красной Звезды, орденами Славы 1-й, 2-й и 3-й степени, медалями.

## Память
В деревне Ялчикаево  Куюргазинского района РБ одна из улиц носит имя Хурмата Хусаинова.